# Émeutes d'août 1935
Les émeutes d'août 1935 désignent une série de manifestations violentes survenues à Brest et Toulon entre le 5 et 8 août 1935. Ces manifestations sont provoquées par un décret-loi du quatrième gouvernement Pierre Laval qui amputait le salaire des ouvriers d’État entre 3 et 10% par mois. Cinq personnes sont tuées au cours des événements.

## Contexte
L'incapacité des gouvernements à juguler la crise des années trente, les scandales politico-financiers et l'ombre des ligues d'extrême-droite notamment les Croix-de-Feu accentuent le mécontentement de la population française. En parallèle, le Parti communiste a adopté un pacte d'unité d'action le 27 juillet 1934 avec la Section française de l'Internationale ouvrière. Ils sont rejoints le 17 juin 1935 par les radicaux-socialistes et forment le Rassemblement populaire qui permet le lancement du Front populaire le 14 juillet 1935. Des espérances de victoire de la gauche aux scrutins législatifs du printemps 1936 émergent chez les classes laborieuses.
Économiquement, Brest dépend principalement de la Marine nationale et des commandes d'État. L'arsenal de Brest emploie six mille ouvriers. Politiquement, la gauche brestoise est divisée et ne parvient pas à empêcher la réélection de la municipalité républicaine radicale de Victor Le Gorgeu.
Le 7 juin 1935, le quatrième gouvernement Pierre Laval est constitué. Il applique une politique de déflation grâce à la promulgation de vingt-huit décrets-lois destinés à limiter de manière drastique les dépenses de l’État le 17 juillet. L'élément déclencheur des émeutes est le troisième article du onzième décret qui prévoit de réduire les dépenses de l'État grâce à une « diminution des traitements des fonctionnaires et assimilés d'un montant allant de 3% pour les plus bas à 10% pour les plus élevés ». Précédemment, le deuxième gouvernement Gaston Doumergue avait déjà ponctionné 4% en avril 1934. Cette accumulation attise la colère des couches laborieuses. Les manifestations qui s'ensuivent dans les deux villes portuaires prennent des aspects insurrectionnels (érection de barricades, affrontements avec la police, mobilisation de l’infanterie coloniale).

## Les faits

### Prémices
Le 19 juillet 1935, les ouvriers de l'arsenal de Brest associés aux fonctionnaires d'un Cartel des services publics rassemblent trois mille protestataires puis cinq mille le 23 juillet. Le 1er août, une nouvelle mobilisation réunit six mille manifestants et marque « l’ultime répétition d’un soulèvement qui allait se développer à partir du lundi 5 août ».

### 5 août
Le lundi 5 août, jour de paie, les six mille salariés de l'arsenal de Brest découvrent la ponction sur leurs fiches de paie. Les ouvriers débrayent et protestent en brandissant drapeaux rouges et en chantant L'Internationale. Ce premier sursaut demeure pacifique mais sonne le début des troubles.
Les ouvriers de l'arsenal de Toulon ont une réaction similaire mais plus virulente puisque des heurts sont rapportés et que l'on compte treize blessés,. À la sortie des usines, les ouvriers manifestent en ville et s'en prennent aux terrasses des cafés fréquentées par des officiers de marine,.

### 6 août

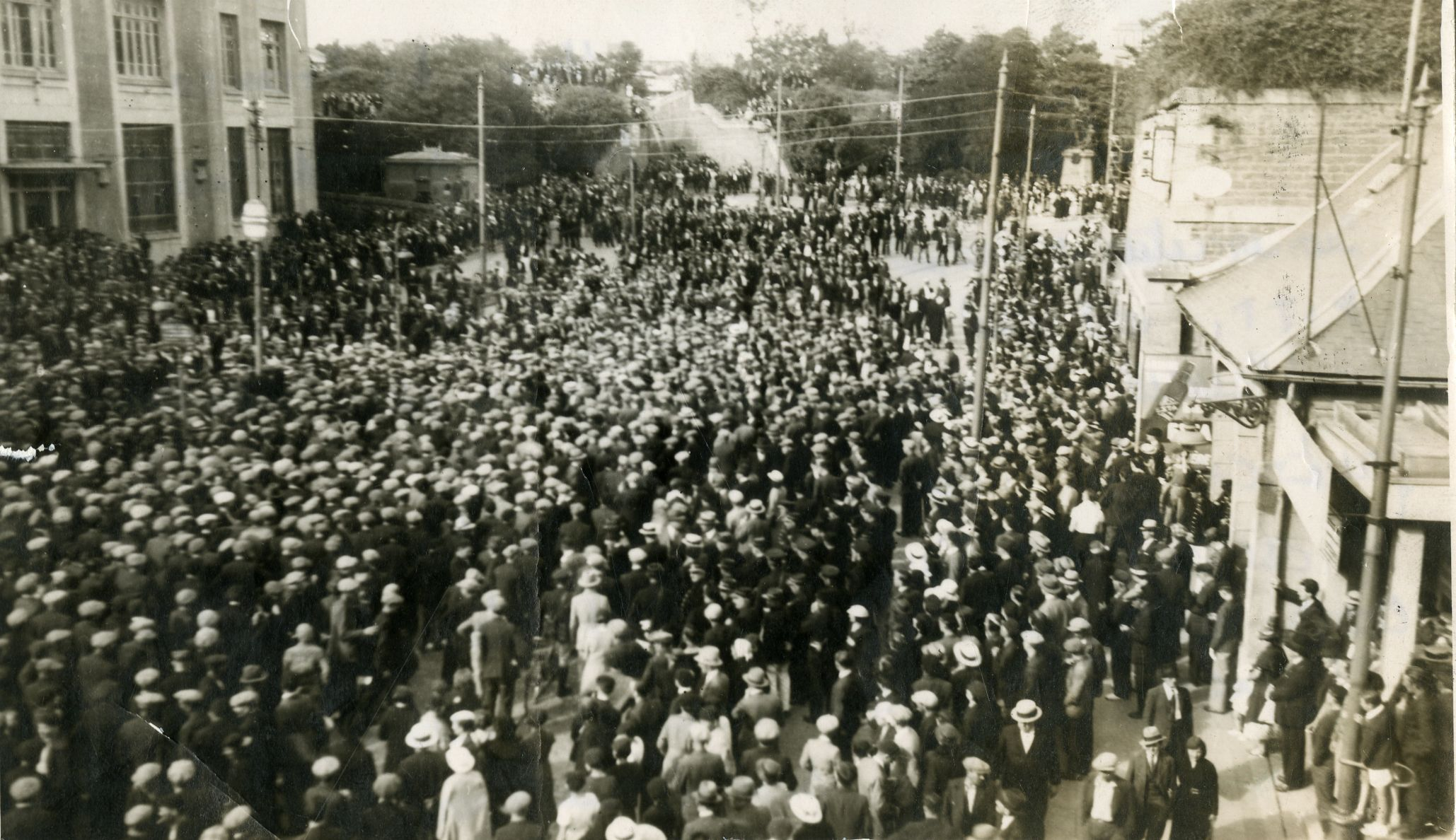
La foule des manifestants rassemblée devant l'hôtel des postes place Anatole France le 6 août 1935.

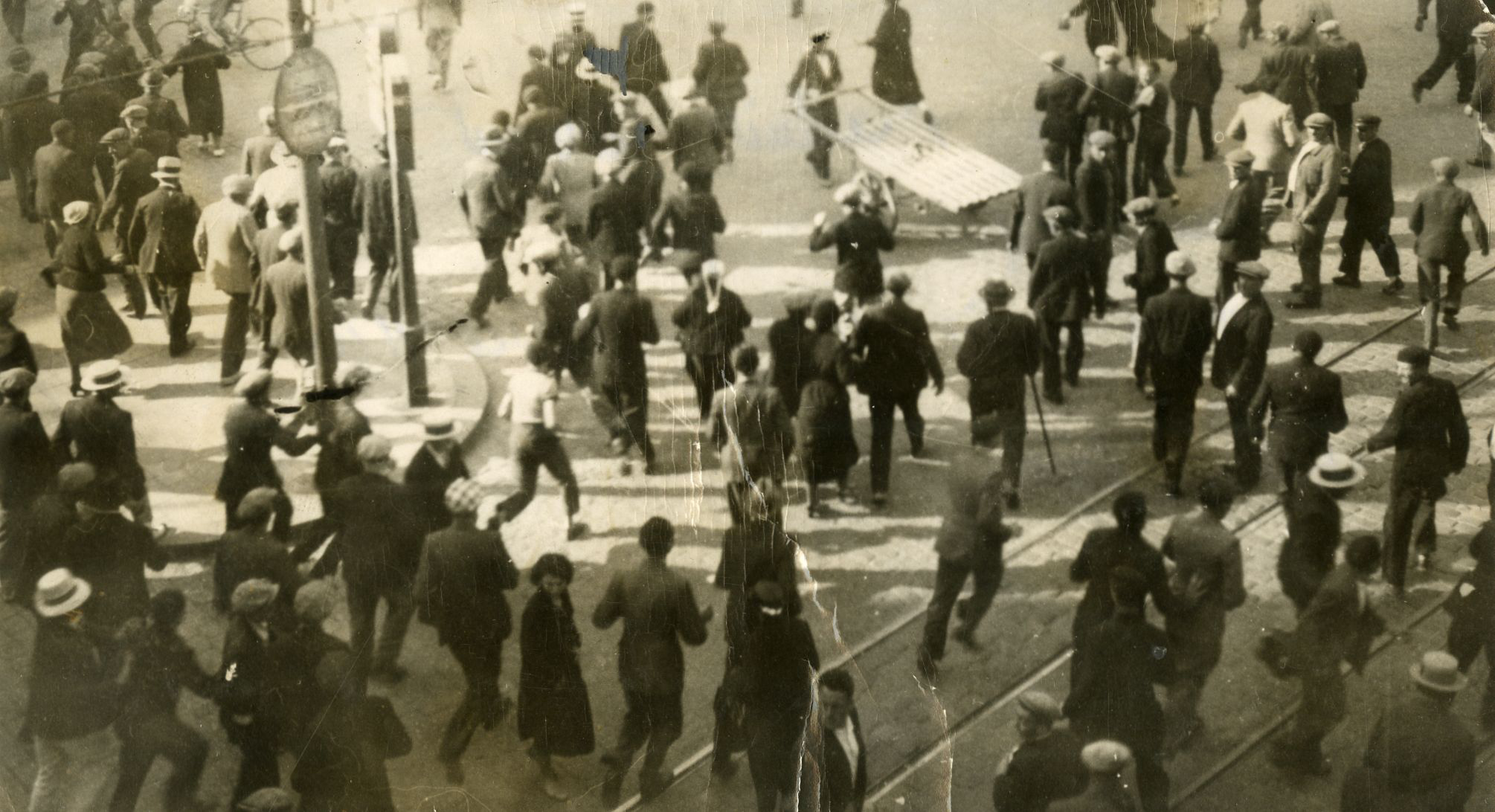
Manifestants fuyant devant une charge de la police à Brest le 6 août 1935.

Le lendemain matin, un service de sécurité composé de mille militaires (gardes mobiles, gendarmes, fusiliers-marins, coloniaux du 2e régiment d'infanterie coloniale) attendaient la foule d'ouvriers à l'arsenal afin de prévenir toute tentative de sabotage et les protestations de la veille.

À propos du sabotage, René Michaut, secrétaire national de la Fédération des travailleurs de l’État et membre du comité administratif CGT déclare le 9 août 1935 :

« Il nous a été dit que la troupe avait été envoyée à Brest pour éviter les sabotages […] ; les ouvriers, quels qu’ils soient, sont trop attachés à leur travail pour effectuer des sabotages ou permettre qu’ils soient faits par qui que ce soit […]. »

— René Michaut
La présence d'autant de militaires sur leur lieu de travail tôt le matin est vécue comme une provocation pour les ouvriers. Les manifestants scandent « C’est la faute à Laval si on est mal à l’arsenal » ou encore « Ha, Laval, Laval, tu nous feras bouffer du cheval » face aux militaires armés et en viennent aux mains. Devant la violence des heurts, le vice-amiral Laurent décide de fermer l'arsenal à onze heures. Un premier manifestant nommé Joseph Baraer meurt dans la matinée sous les coups de crosse de fusil de la police. Les ouvriers se déportent alors vers la ville, galvanisés par la mort de leur camarade. Ils sont harangués par Charles Berthelot de l'Union départementale confédérée, Charles Drapier, secrétaire du Cartel des services publics et Paul Valière, responsable de la CGTU. Ils sont environ cinq mille grévistes à défiler dans le centre de Brest. Les bus, les tramways sont pris d'assaut dès qu'un uniforme est aperçu. Le train Brest-Paris de la gare est également attaqué et la revendication qui concernait les agents de l'État fait tâche d'huile auprès des dockers, ouvriers du bâtiment, chômeurs et autres prolétaires. Malgré les appels au calme des meneurs syndicalistes et la dislocation du cortège, des groupes déterminés se reforment peu après et érigent des barricades. La préfecture maritime et la sous-préfecture sont assaillies. Les militaires et les gardes à cheval parviennent à repousser les différents assauts.
À Toulon, des renforts militaires sont envoyés et surveillent la sortie de l'arsenal sans qu'aucun trouble ne soit mentionné.

### 7 août

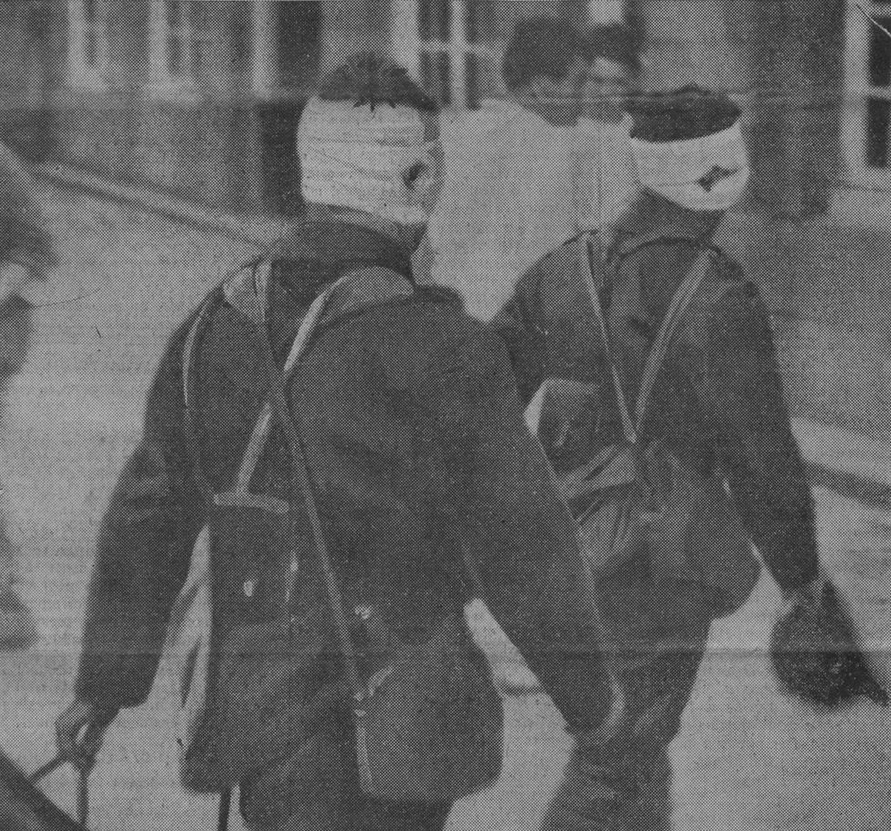
Soldats de l'infanterie coloniale blessés à Brest dans Le Journal du 8 août 1935.

Le 7 août, l'arsenal de Brest reste fermé et le préfet du Finistère renforce ses effectifs militaires jusqu'à porter le service d'ordre à un total de 1280 hommes. Les militaires surveillent les points névralgiques de Brest. L'escalade de la violence ne s'arrête pas et dégénère en guérilla urbaine (jets de projectiles, usage d'armes blanches et d'armes à feu du côté émeutier et policier, incendie de véhicules, érection de barricades, dépavage des rues). La caserne Fautras et le palais de justice sont attaqués et les drapeaux français sont remplacés par des drapeaux rouges. L'ambiance manifestante laisse désormais place à des « petits groupes mobiles, visiblement bien organisés et pilotés » qui harcèlent les militaires dans toute la ville. Des guet-apens sont mêmes rapportés dans le quartier de Recouvrance où des briques sont jetées des fenêtres sur des gardes à cheval. La physionomie de la mobilisation ne se limite plus aux ouvriers de l'arsenal mais compte aussi « des ouvriers, des chômeurs et beaucoup d'enfants ». Un ouvrier dénommé Jean-Yves Deuffic, est sévèrement blessé durant la soirée mais décède seulement le 10 août.
À Toulon, les cheminots de Toulon et des gares voisines se réunissent à la Bourse du travail sans qu'aucun incident se produise. La presse parle d'un retour au calme,.

### 8 août
À Brest, la préfecture maritime est prise d'assaut une seconde fois et le commissariat de Recouvrance est également attaqué. Les syndicats reprennent le contrôle au fur et à mesure au moyen de plusieurs réunions avec le préfet et les élus brestois, et  avec l’arrivée de représentants syndicaux nationaux. Les obsèques de Joseph Baraer se déroulent paisiblement et une distribution de tracts appelant au calme dès la sortie du cimetière Kerfautras aide à canaliser la foule.
À Toulon, tous les ouvriers des ateliers et chantiers de l'arsenal se sont mis en grève bras croisés durant une quinzaine de minutes pendant l'après-midi. Ils obéissaient à un mot d'ordre pour s'associer au deuil de l'ouvrier Joseph Baraer de Brest,. Le soir, une manifestation près de la préfecture maritime dégénère. Le service d'ordre reçoit une pluie de projectiles depuis des barricades de fortune et riposte. Henri Ercoli, militant de la SFIO et employé de la coopérative des pêcheurs de Toulon, et Georges Liraud, batelier, sont tués par la police.

### 9 août

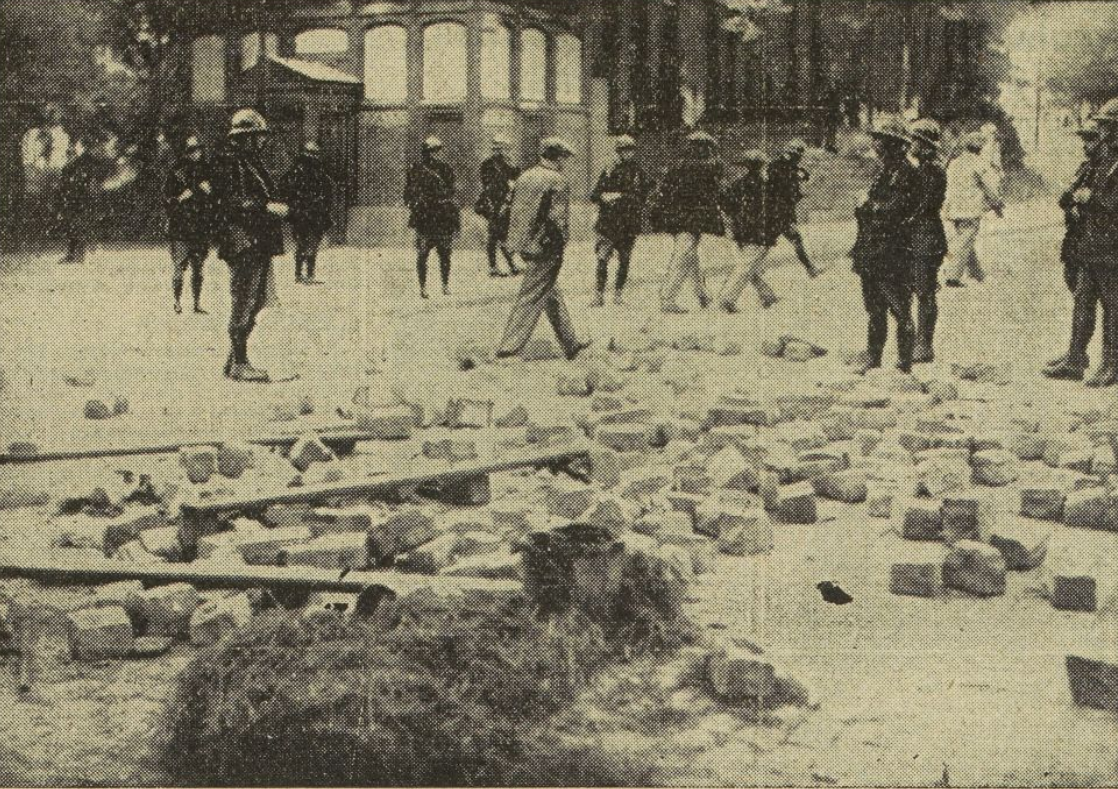
Vestiges d'une barricade avenue Georges Clemenceau à Brest devant lesquels patrouillent les gardes mobiles dans Excelsior du 10 août 1935.

Le 9 août marque le retour au calme de la ville de Brest et de Toulon. Les ouvriers reprennent le travail,. Les gendarmes et tirailleurs sénégalais patrouillent dans les rues Toulon,.
Le lendemain, le préfet maritime du Finistère dénonçait publiquement dans la presse l’application des décrets-lois et justifiait en partie les revendications des agents de l’État, tout en condamnant le détournement de la manifestation par des émeutiers professionnels : « La seule et unique cause est l’application des décrets-lois. Elle a provoqué une véritable explosion de fureur […] Le mécontentement a été d’autant plus grand que la diminution actuelle s’ajoute à une précédente diminution fraîchement appliquée »,.
Le vice-amiral Laurent salua même le dévouement de certains responsables syndicaux comme Paul Valière et Charles Drapier, bien qu'inscrits au Carnet B, pour leurs appels au calme et la reprise du travail sans accrochage.

## Victimes et blessés
Au total, les affrontements entre manifestants et forces de l'ordre causent des centaines de blessés et la mort de cinq personnes :
| Portrait          | Prénom, Nom       | Âge    | Groupement  | Commentaires |
| ----------------- | ----------------- | ------ | ----------- | --- |
| Joseph Baraer     | Joseph Baraer     | 37 ans | Non affilié | Ouvrier aux bâtiments en fer à l'arsenal de Brest, blessé mortellement à coups de crosse par la police le matin du 6 août à Brest.                                                  |
| Jean-Yves Deuffic | Jean-Yves Deuffic | 35 ans | Non affilié | Ouvrier du bâtiment blessé mortellement à coups de crosse par la police le 7 août et décédé le 10 août à Brest.                                                                     |
| Henri Ercoli      | Henri Ercoli      | 27 ans | SFIO        | Employé de la coopérative des pêcheurs de Toulon, tué par balle par la police le 8 août à Toulon.                                                                                   |
| Georges Liraud    | Georges Liraud    | 25 ans | Non affilié | Batelier mortellement blessé le 8 août à Toulon. |
|                   | Pierre Gautron    | ?      | Non affilié | Ouvrier métallurgiste de l'arsenal de Brest, tué en marge des manifestations place Guyot par François Eslan, sergent du 2e régiment d'infanterie coloniale le 11 août 1935 à Brest. |

## Effectifs

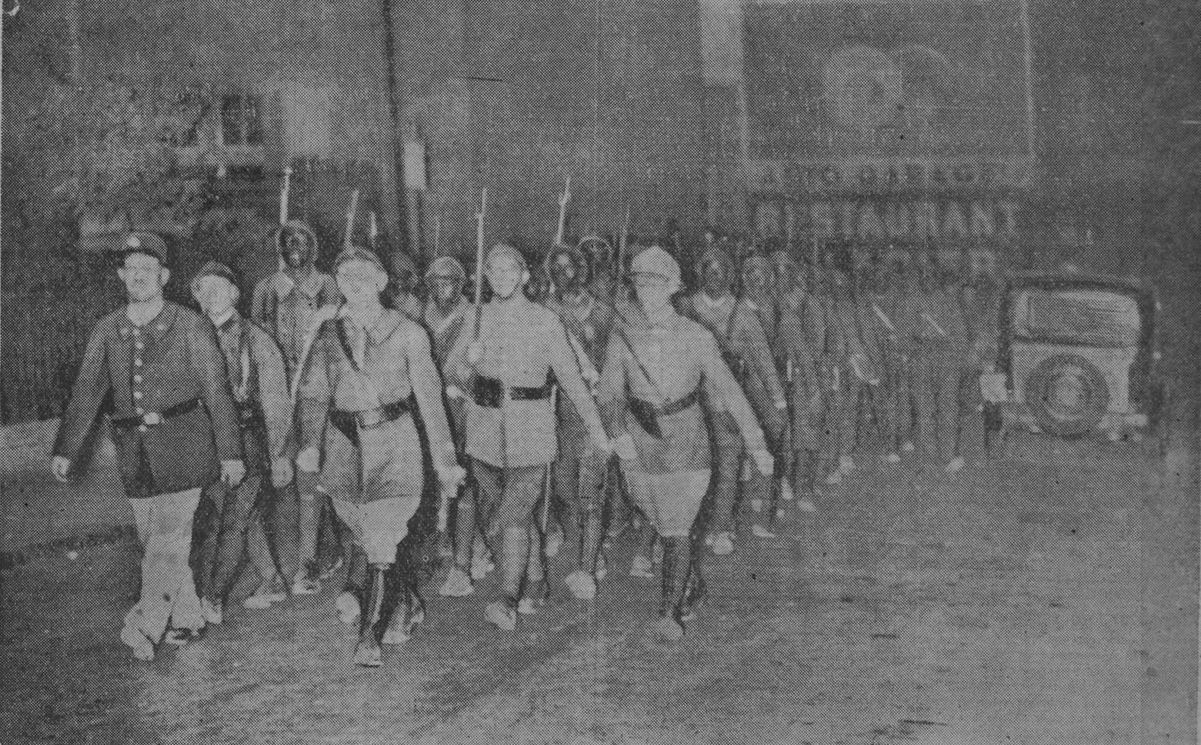
Des détachements de tirailleurs sénégalais se rendent vers la ville basse et vont tenter d'assiéger les derniers manifestants à Toulon dans Paris-Soir du 10 août 1935.

Brest compte peu de militants ouvriers. Le Parti communiste local est composé d'une cinquantaine de militants tandis que la SFIO compte à peu près deux cents membres en incluant les Jeunesses Socialistes. La CGT confédérée dénombre environ 400 militants, et la CGTU quelques dizaines de militants. Le milieu anarchiste brestois est quant à lui peu fourni et vieillissant. Durant les émeutes, les partis politiques et les syndicats missionnent des militants depuis la capitale pour prêter main-forte. La CGT confédérée envoie un responsable national, le Parti communiste envoie des militants confirmés, plus ou moins secrètement, afin de tenter de récupérer la colère des ouvriers et de lui donner un sens qui corresponde au nouveau positionnement national et international des communistes.
D'après le « déroulement des opérations (dispositifs d’accueil réservés à certaines troupes, technique de harcèlement par bandes organisées, instrumentalisation de la rumeur, scenarii similaires entre Brest et Toulon…) », il est évident pour l'historien Alain Le Moigne, qu'il s'agit d'une « entreprise soigneusement orchestrée » dont les meneurs avaient les connaissances voire la pratique de la guérilla urbaine. Les manifestations précédant les journées d'émeutes à Brest permirent d'évaluer le potentiel insurrectionnel et de reconnaître les lieux.

## Réactions

### Presse
La couverture médiatique est immédiate, assurée tant par la presse régionale que par les grands quotidiens nationaux. La presse toute tendances confondues suit avec attention « l'évolution insurrectionnelle d'un mouvement qui aurait dû revêtir la physionomie traditionnelle des revendications salariales en France ». Le Matin et L'Ami du peuple dénoncent les « agitateurs communistes », tandis que le Courrier du Finistère accuse l'ensemble des acteurs du Front populaire d'avoir permis ces débordements. L'Action française rapporte que la presse allemande fait un rapprochement entre le mode opératoire de la révolution bolchévique qui a compté sur les marins de Kronstadt, les mutineries spartakistes de Kiel et le fait que les émeutes soient concentrées dans deux ports de guerre en France. La presse parle unanimement de trois journées sanglantes à Brest.

### Poursuites judiciaires

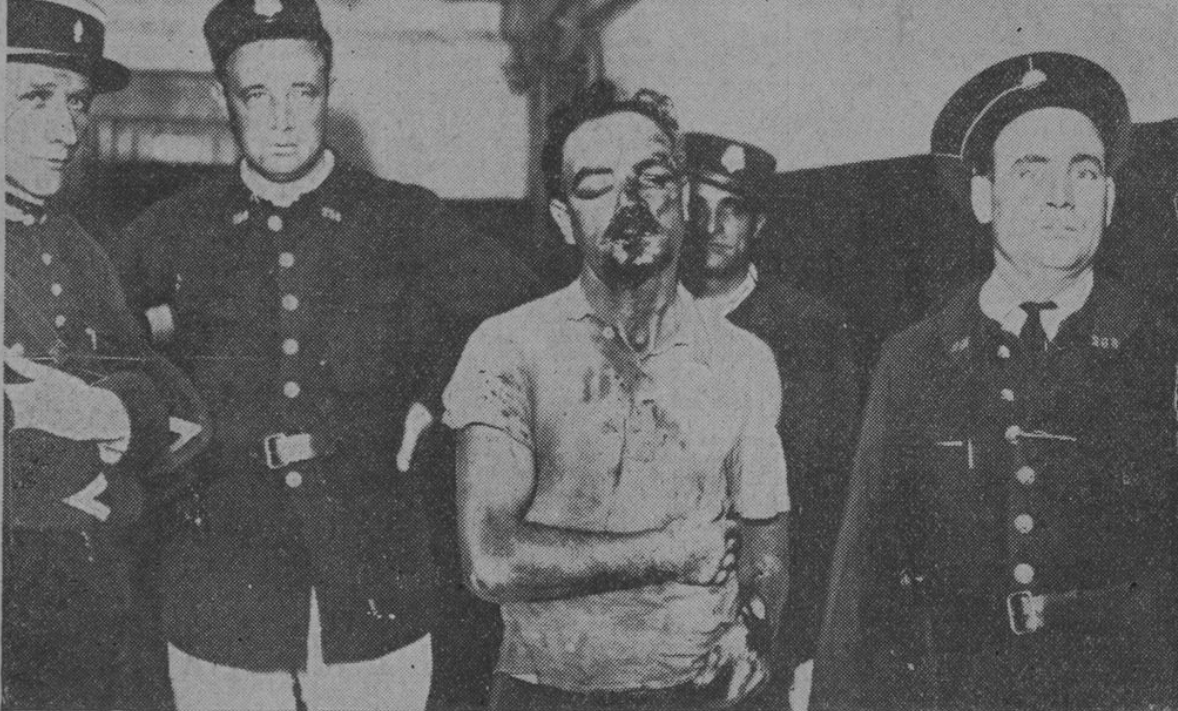
Un manifestant toulonnais blessé est interrogé par la police dans Paris-Soir du 11 août 1935.

L'hypothèse d'une tentative de coup d’État communiste dans les deux grands ports militaires n'a pas pu être confirmée par les enquêtes. Des interrogatoires de militants furent conduits mais aucune charge ne put être retenue contre eux. À Brest, les enquêteurs interrogèrent les banques « pour savoir si des fonds n’avaient pas été versés sur les comptes de certains militants unitaires », mais la police ne trouva rien. À Toulon, des documents compromettants furent saisis mais il n'en suivit aucune condamnation.
Quelques manifestants brestois furent condamnés à des petites peines de prison allant d'un jour à trois mois mais la plupart des prévenus furent condamnés à des amendes ou des peines avec sursis. Aucune sanction ne fut prise contre les forces de l'ordre pas même contre le sergent François Eslan qui tua l'ouvrier Pierre Gautron le 11 août 1935 à Brest.

### Ambivalence des forces du Front populaire

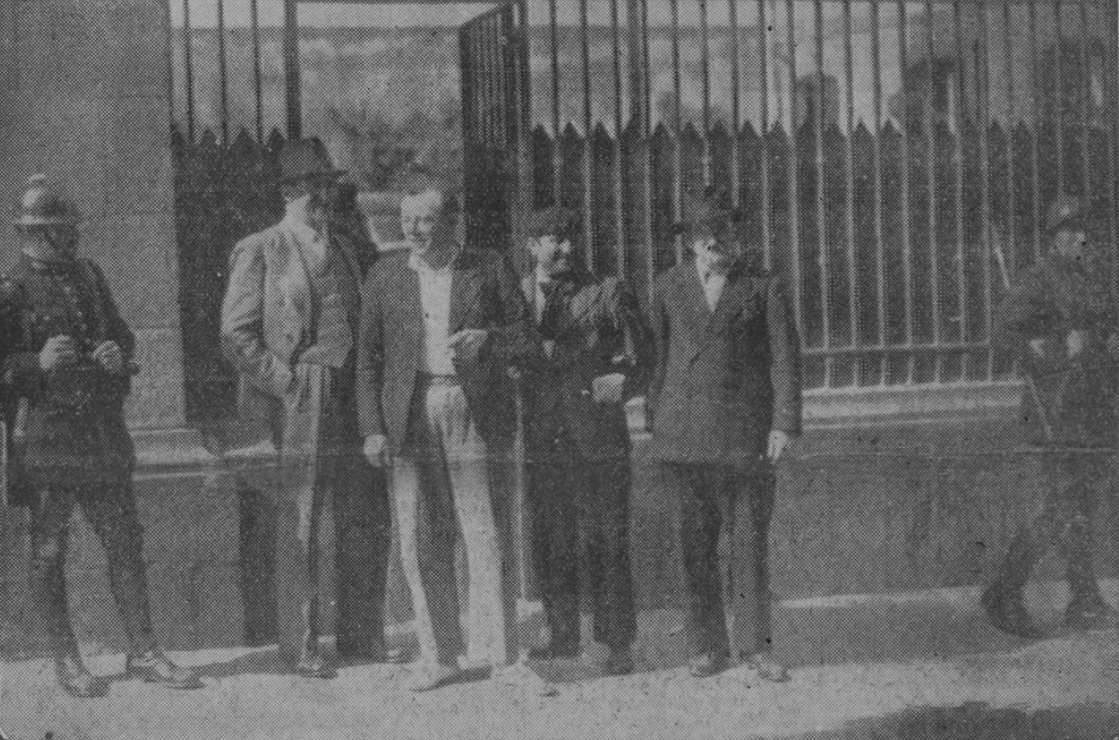
Délégation des ouvriers venus exposer leurs revendications au préfet du Finistère à la sous-préfecture de Brest dans Paris-Soir du 9 août 1935.

Le Parti communiste était partagé entre « une détermination à soutenir ouvertement un mouvement capable de stimuler sur le plan local l’élan créé par la naissance du Front populaire et de futures échéances électorales qui l’inclinaient à rassurer les modérés ». À l'approche des élections législatives de 1936, le Parti communiste lisse son image révolutionnaire et refuse de s'attaquer au capital pour ménager les radicaux-socialistes, partisans de la propriété privée. Danielle Tartakowsky remarque que les organisations du Front populaire tiennent les barricades dressées en août 1935 dans les rues de Toulon et de Brest « pour une simple conséquence de la violence policière et se gardent d'exalter ce qui leur paraît susceptible d'hypothéquer leur stratégie qui commence à porter des fruits ». La CGT et la CGTU s'alignent aussi ce qui explique en partie que le mouvement leur échappa dès le 6 août au soir et fut détourné par d’autres meneurs plus virulents. D'après l'historien Alain le Moigne, il est probable que les responsables syndicaux aient préféré une manifestation plus classique sans débordement. Les syndicats et partis tentèrent de faire redescendre la pression mais ces tentatives demeurèrent vaines jusqu'au 8 août à Brest. 
Après les émeutes, la SFIO et le Parti communiste sacrifièrent quelques responsables politiques locaux pour préserver l'alliance avec les radicaux et maintenir son potentiel électoral. Paul Valière, responsable de la CGTU, fut mis à l'écart par son parti malgré ses appels au calme répétés dès le 6 août même s'il était favorable à une prolongation et un durcissement de la protestation contre les décrets-lois.
Léon Trotski émit des critiques concernant l'attitude adoptée par la SFIO et la SFIC au moment des événements brestois et toulonnais.

## Conséquences
Les émeutes d'août 1935 marquent une étape décisive dans le processus de réunification syndicale et permettent l'élaboration d'un texte commun entre la SFIO et le Parti communiste en septembre 1935. Les deux partis prirent aussi conscience de la fragilité de leur alliance avec les radicaux-socialistes beaucoup plus modérés. Ces derniers ne signent officiellement les accords de Front populaire que fin octobre 1935. Elles provoquent ainsi l’accélération de la dynamique qui amena à la victoire du Front populaire au printemps suivant.
Historiographiquement, les émeutes d'août 1935 ont été diluées dans les mémoires entre l'émeute du 6 février 1934 et le Front populaire de 1936. Ces événements uniques dans l'histoire sociale de Brest tant par leur violence que par le traumatisme vécu par la ville, servirent indéniablement « de terrain expérimental pour tester la solidité – ou plutôt la fragilité – des accords de Buffalo du 14 juillet ».

## Archives
Les Archives municipales de Brest conservent des photographies numérisées sous les cotes 2Fi06916 à 2Fi06936 des émeutes d'août 1935.